# コンスタンチン・ミハイロヴィチ
コンスタンチン・ミハイロヴィチ（Константин Михаилович, 1306年頃 - 1346年頃）は、当初トヴェリ大公国内のドロゴブシ分領公、兄のアレクサンドルの死後、トヴェリ大公（在位：1328年 - 1337年、1339年 - 1346年）、父はウラジーミル大公にしてトヴェリ大公のミハイル・ヤロスラヴィチ、母はロストフ公の娘アンナ・ドミトリエヴナ。息子にセミョンとエレメイ（両者はドロゴブシ分領公）がいる。

## 事跡
初めて年代記に登場するのは1318年。父の人質としてハン国にいた。
- 1320年にモスクワのユーリー3世の娘ソフィアと結婚する。
- 1327年のトヴェリ蜂起に際し、ハンの懲罰を恐れ、トヴェリの諸公はノヴゴロドやプスコフに逃亡する。コンスタンチンもラドガに逃亡するが、すぐにトヴェリに帰国。
- 1328年にハンから、トヴェリ大公位のヤルルィクを得る。
- 1337年に兄アレクサンドルにトヴェリ公位を一時渡す。
- 1346年頃、兄アレクサンドルの息子フセヴォロドと争い、両者ともに紛争解決のためにハン国に行く。その解決を見ぬ前にコンスタンチンはそこで死去した。